# NewSQL
NewSQL (англ. новый SQL) — класс реляционных СУБД, возникших на рубеже 2000-х и 2010-х годов, стремящихся совместить в себе преимущества NoSQL и транзакционные требования классических систем управления базами данных. Термин предложен в 2011 году аналитиком 451 Group Мэтью Аслетом, отметившим потребность в данных таких системах у организаций, работающих с критическими данными (например, финансового сектора), которым требуются масштабируемые решения, в то время как решения NoSQL не могли обеспечить транзакционные механизмы и не отвечали требованиям надёжности данных.
Типичные решения, используемые для реализации систем этого класса — сегментирование, обеспечение консенсуса (с использованием таких алгоритмов, как Паксос или Raft), синхронизация часов (англ. clock synchronization).
Основная категория NewSQL-систем — реляционные СУБД, изначально построенные под требования горизонтальной масштабируемости (в качестве примеров таковых указываются Clustrix, CockroachDB, Spanner, H-Store, HyPer, MemSQL, NuoDB, Hana, VoltDB); другие варианты реализации — связующее программное обеспечение, работающее как прозрачный слой для одноузловых систем и позволяющее построить масштабируемую систему (dbShards, MaxScale для MariaDB, ScaleArc, Apache ShardingSphere) и публично-облачные системы (Amazon Aurora, ClearDB).